# Horst Lamnek
Horst Lamnek (* 1977 in Wien) ist ein österreichischer Opernsänger in der Stimmlage Bassbariton.

## Leben

### Ausbildung
Horst Lamnek besuchte das Sigmund-Freud-Gymnasium in Wien und machte danach den Zivildienst. Ab 1996 studierte er an der Universität für Musik und darstellende Kunst Wien Sologesang bei Leopold Spitzer, Lied und Oratorium bei Charles Spencer und Musikdramatische Darstellung bei Reto Nickler und Ivan Parík. 2004 schloss er seine künstlerische Ausbildung mit Auszeichnung in Musikdramatischer Darstellung sowie in Lied und Oratorium ab. Als Sänger belegte er Meisterkurse bei Brigitte Fassbaender, Reri Grist, Nicolai Gedda, Olaf Bär, Horst Günter und Dietrich Fischer-Dieskau.

### Engagements
Bereits während seines Studiums sang Horst Lamnek Figaro in Figaros Hochzeit, Giove in La Calisto, Vater in Hänsel und Gretel, Gefängnisdirektor Frank in der Fledermaus und Kagler in Wiener Blut. Erste Engagements führten ihn als Sänger nach Meran, Salzburg, Mödling, Hainsdorf und an das Theater Regensburg. In der Saison 2003/2004 war er am Internationalen Opernstudio Zürich engagiert, wo er als Indianer in Die verkaufte Braut am Opernhaus Zürich debütierte. 
Von 2004 bis 2006 gehörte Horst Lamnek zum Ensemble am Theater Ulm. Hier sang er u. a. Hidraot in Armide, Leporello in Giovanni, Don Magnifico in Cenerentola, Don Alfonso in Così und Fürst Ypsheim in Wiener Blut. 
Seit 2006 ist er freischaffend tätig und gastierte seitdem an den Opernhäusern in Bonn (Leander), Chemnitz (Klingsor), Essen, Wiesbaden (Don Alfonso), Hagen, in der Oper Leipzig (Bill), am Neuen Musiktheater Linz (Monterone, Baron Gondremark, Frank), am Theater an der Wien (Athlete in O. Neuwirths American Lulu) und am New National Theatre Tokyo (Frank). Seit 2008 ist Horst Lamnek regelmäßiger Gast an der Komischen Oper Berlin als Leander in Die Liebe zu den drei Orangen, als Bill in Aufstieg und Fall der Stadt Mahagonny, als Erdal in Mikropolis (von C. Jost) und Frank in Die Fledermaus. Als La Roche (Capriccio von Richard Strauss) debütierte er 2016 am Opéra-Théâtre de Metz Métropole. Horst Lamnek ist auch häufig Gast in Italien: am Teatro Verdi Trieste (Sprecher, Frank), am Teatro Petruzzelli in Bari, und zuletzt am Teatro Regio Torino (5. Jude).   
Der Bassbariton trat auch bei zahlreichen Festivals auf: Musikfestival Grafenegg, Oper Klosterneuburg, Opernfestspiele St. Margarethen, Herbsttage Blindenmarkt, Wiener Festwochen, Festival de Pâques (Aix en Provence) und bei den Seefestspielen Mörbisch.  
Er arbeitet u. a. mit den Dirigenten Alfred Eschwé, Michael Gielen, Henrik Nánási, Felix Bender, Johannes Kalitzke, Stefan Soltesz, Stefan Blunier, Dirk Kaftan, Michael Guettler, Andrés Orozco-Estrada, Martin Haselböck, Giovanni Antonini, Peter Schneider, Ulf Schirmer, Gianluigi Gelmetti, Franz Welser-Möst., Diego Fasolis, Nir Kabaretti und Gianandrea Noseda.  
Horst Lamnek ist auch ein gefragter Lied- und Konzertsänger. Zu seinem Repertoire gehören Werke von Franz Schubert, Hans Pfitzner, Johannes  Brahms, Robert Schumann, Samuel Barber, Wolfgang Fortner, Frank Martin und Anton von Webern. Mit besonderer Hingabe widmet er sich dem Liedschaffen Hugo Wolfs. 2003 führte er anlässlich des 100. Todestages von Hugo Wolf mit Tania Oppel (Sopran), Eva-Maria Riedl (Mezzosopran) und Charles Spencer (Klavier) das Italienische Liederbuch in Brezice (SLO) und Erba (I) auf. In Konzerten singt er mit Ensembles wie den Wiener Symphonikern, der Wiener Akademie, der Deutschen Kammerphilharmonie, I Barocchisti, oder dem Stuttgarter Kammerorchester u. a. in Wien (Konzerthaus), Berlin (Philharmonie), Hamburg (Laeiszhalle), Bremen (Die Glocke), Athen (Megaron) und Madrid (Auditorio Nacional).

## Diskographie
Von Horst Lamnek sind zahlreiche Aufnahmen erschienen, so z. B. Der heitere Wolf - humorvolle Lieder von Hugo Wolf gemeinsam mit Elena Larina (Coviello Classics, 2017), Mozart - Requiem completed by Mozart'sThamos (RTSI Multimedia, 2007), Bizet - Carmen, Puccini - La Bohème (Opernfestspiele St. Margarethen, 2012/2013), Zeller - Der Vogelhändler (Seefestspiele Mörbisch, 2017).

## Auszeichnungen
- 1999 Bayreuth-Stipendium vom Richard-Wagner-Verband
- 2001 Sonderpreis im Gradus-Ad-Parnassum-Wettbewerb in Innsbruck
- 2003 Preisträger beim Internationalen Ada-Sari-Wettbewerb der Vokalkunst in Nowy Sącz in Polen
- 2004 Würdigungspreis der Universität für Musik und darstellende Kunst Wien